# 全國獨裁
全國獨裁（葡萄牙語：Ditadura Nacional），又譯國家獨裁，是1928年—1933年统治葡萄牙的臨時軍政府。1926年葡萄牙軍方發動军事政变推翻第一共和国，並建立軍事獨裁過渡政權。1933年，奧斯卡‧卡爾莫納將军成為總統並正式立憲，全國獨裁結束，正式开启第二共和国。基於此政府的臨時託管性質，加上其與第二共和国政府有高度相似性，不少历史学家將其计入第二共和国時期。

## 前期
5月28日的军事政变轻易地夺取政权。不久，独裁政权解散议会，取缔政党，设立审查制度。随着强硬的军官将自由主义者和民主主义者从共和国中清洗出去，這段時期充滿動盪。独裁政權由低階军官的联盟組成，其中一些是整合主義者，而明確的領導人尚未出現。
5月30日，共和國總統與總理辞职后，海军军官若泽·门德斯·卡贝萨达斯同时兼任總統總理，但与其他政变成員发生冲突后，被迫于6月17日辞职。曼努埃爾·高梅茲·達科斯塔将军接替尤尼奧爾成為共和国总統與总理。達科斯塔將军没有打算建立永久的军事独裁。因此，7月9日，奧斯卡·卡爾莫納将军罷黜達科斯塔。卡尔莫纳担任总理到1928年4月18日，但保留总统职位，直到1951年4月18日去世。
1927年，左派和右派都有过几次失败的政变。1927年8月12日，一群青年军官强行进入内阁会议掃射。卡莫纳政府重新控制政府，加强了军事纪律。然而，袭击者并没有受到严厉惩罚，而是轉調葡属西非。

## 後期
1928年2月，成立“独裁宣传委员会”。 1928年3月25日的总统选举，卡莫纳当选为总统，任期五年。4月18日，卡莫納任命弗雷塔斯为新总理。4月26日，薩拉查獲任為财政部长。新政府与天主教会达成了一项协议，即“传教士协议”，赋予天主教会在葡萄牙殖民地的特殊地位。新政府查禁葡萄牙共产党。翌年，葡萄牙共產黨在本托·安东尼奥·贡萨尔维斯的领导下重组，轉入地下。同年一場反對新政府的共和革命失敗。 
1929年7月8日，弗雷塔斯內閣總辭，僅萨拉查在新的Ferraz內閣中留任。此代表军官和天主教會间冲突升级。萨拉查的影响力开始成長，取代了失去政治权力的军官。天主教的宗教机构再次被允许进入葡萄牙。1930年1月21日，在与薩拉查冲突之后，Ferraz被多明戈斯·奥利维拉将军取代。多明戈斯允许薩拉查在国家财政和政治中扮演越来越重要的角色。《殖民地法》公布，确定了葡萄牙殖民地的法定地位，與萨拉查在5月革命四周年之际提出的新政權基本原则。
1932年7月5日，薩拉查成为總理，并在1933年建立了新的右翼獨裁政權「新國家」。新宪法在全民公投中获得通过，将葡萄牙定义為一黨專制、組合主義及跨洲國家。唯一的合法政党是國民聯盟。新的劳工法禁止所有自由工会。萨拉查的新政权建立新的秘密警察單位國家安全警備總署。